# Mala Pereschtschepyna
Mala Pereschtschepyna (ukrainisch Мала Перещепина; russisch Малая Перещепина Malaja Pereschtschepina) ist eine Dorfgemeinde im Rajon Poltawa in der zentralukrainischen Oblast Poltawa.

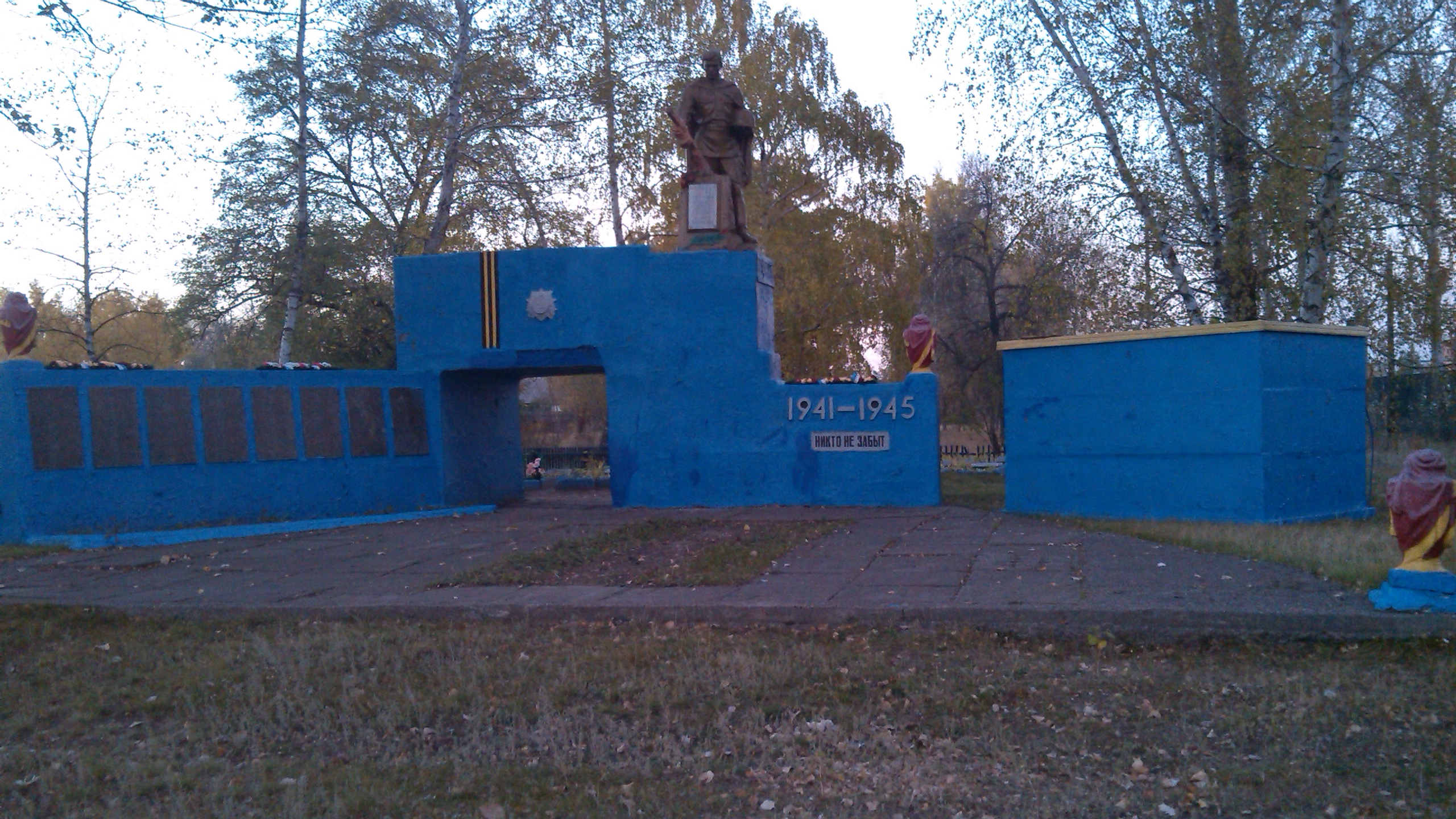
Denkmal im Ort

Die Gemeinde befindet sich in einem Sumpfgebiet in der Nähe der Mündung des Flusses Tahamlyk in die Worskla. In ihrer bis 2020 bestehenden Form befindet sich die Landgemeinde seit 1920.
1912 wurde in der Nähe des Dorfes ein bedeutendes unversehrtes Grab aus dem 7. Jh. nach Christus entdeckt. Es wird vermutet, dass es sich hierbei um das Grab des bulgarischen Khans Kubrat handelt. Die über 75 Kilo Grabbeigaben aus Gold (25 Kilo), Silber (50 Kilo) und Edelsteinen machen den Grabschatz von Mala Pereschtschepyna zum bedeutendsten Osteuropas. Heute befindet er sich in der Eremitage (Sankt Petersburg).
Am 12. Juni 2020 wurde das Dorf ein Teil der neugegründeten Siedlungsgemeinde Nowi Sanschary, bis dahin bildete es zusammen mit den Dörfern Kustolowe Persche (Кустолове Перше), Mankiwka (Маньківка), Prystanzijne (Пристанційне) und Welyke Boloto (Велике Болото) die gleichnamige Landratsgemeinde Mala Pereschtschepyna (Малоперещепинська сільська рада/Malopereschtschepynska silska rada) im Nordosten des Rajons Nowi Sanschary.
Am 17. Juli 2020 kam es im Zuge einer großen Rajonsreform zum Anschluss des Rajonsgebietes an den Rajon Poltawa.

## Verkehr
Der nordwestlich gelegene Ort Prystanzijne verfügt über den nach dem Dorf benannten Bahnhof an der Eisenbahnstrecke Poltawa-Krementschuk.